# Wilhelm Michels (Politiker)
Wilhelm „Willi“ Michels (* 27. September 1919 in Welper; † 7. April 2003 in Herdecke) war ein deutscher Gewerkschafter und Politiker (SPD).

## Leben und Beruf
Nach dem Besuch der Volksschule absolvierte Michels eine Lehre zum Formschmied und bestand später die Facharbeiterprüfung in der Stahlindustrie. Anschließend war er als Ausbilder und technischer Angestellter im Arbeitsschutz bei der Ruhrstahl AG tätig. Von 1940 bis 1945 nahm er als Soldat am Zweiten Weltkrieg teil und geriet zuletzt in Gefangenschaft.
Nach dem Kriegsende engagierte sich Michels in der gewerkschaftlichen Jugendarbeit. Er war bis 1955 Betriebsratsmitglied bei der Henrichshütte (Ruhrstahl AG), danach Sachbearbeiter beim Vorstand der IG Metall und seit 1960 geschäftsführendes Vorstandsmitglied der Gewerkschaft, Leiter des für die Stahlindustrie und die Montanmitbestimmung zuständigen Zweigbüros in Düsseldorf. Von 1967 bis 1972 fungierte er als Präsident des Montanausschusses der freien Metall- und Bergarbeitergewerkschaften der Europäischen Gemeinschaft für Kohle und Stahl (EGKS) in Luxemburg.

## Partei
Michels trat 1945 in die SPD ein und wurde später zum Vorsitzenden des SPD-Unterbezirks Hagen-Ennepe gewählt.

## Abgeordneter
Michels war seit 1946 Ratsmitglied der Gemeinde Welper, die 1966 in die Stadt Blankenstein (heute Stadtteil von Hattingen in Nordrhein-Westfalen) eingemeindet wurde. Dem Deutschen Bundestag gehörte er von 1961 bis 1972 an. Im Parlament vertrat er den Wahlkreis Ennepe-Ruhr-Kreis. Außerdem war er von 1961 bis 1964 Mitglied des Europäischen Parlamentes.

## Öffentliche Ämter
Michels war von 1951 bis 1962 Bürgermeister der Gemeinde Welper.